# ميشيل بوج
ميشيل آن بواج من مواليد 10 ديسمبر 1954  هي اختصاصية علاقات عامة نيوزيلندية ورئيسة الحزب الوطني.